# Armin Hamzic
Armin Hamzic (* 30. Dezember 1993 in Innsbruck) ist ein österreichischer Fußballspieler.

## Karriere
Hamzic begann seine Karriere bei der SPG Axams/Götzens. 2007 spielte er für ein Jahr beim FC Wacker Innsbruck. 2009 wechselte er in die AKA Tirol, 2010 in die AKA Rapid Wien. 2011 spielte er erstmals für die Regionalligamannschaft. 2012 wurde er an den FC Wacker Innsbruck II verliehen. Im Jänner 2014 schaffte er den Sprung in die Bundesligamannschaft. Sein Bundesliga- und Profidebüt gab er am 22. Spieltag 2013/14 gegen den Wolfsberger AC. Nach dem Abstieg der Innsbrucker wurde er fest verpflichtet.
Nach dem Aufstieg in die Bundesliga verließ er die Innsbrucker nach der Saison 2017/18.
Nach einem halben Jahr ohne Verein kehrte er im Jänner 2019 zu Wacker Innsbruck zurück und schloss sich der zweitklassigen Zweitmannschaft an. Für Innsbruck II kam er zu zwölf Zweitligaeinsätzen, ehe er mit dem Team bedingt durch den Abstieg der Bundesligamannschaft zwangsweise in die Regionalliga absteigen musste. In zwei COVID-bedingt abgebrochenen Regionalligaspielzeiten kam er zu 30 Einsätzen für Wacker II. Im November 2019 stand er zudem noch einmal im Kader der ersten Mannschaft.
Zur Saison 2021/22 wechselte Hamzic zum Regionalligisten SC Imst.